# Yūji Ōya
Yuji Oya (大矢祐嗣?, Ōya Yūji; Tokyo, 18 dicembre 1979) è un giocatore di football americano giapponese, che gioca come tight end.